# Achille et Polyxène
Achille et Polyxène ("Aquiles y Políxena", LWV 74) es una tragédie en musique compuesta por Jean-Baptiste Lully (Obertura y Acto I), y completada por Pascal Collasse después de que Lully muriera el 22 de marzo de 1687. El libreto fue escrito por Jean Galbert de Campistron (1656-1723), basándose en la Eneida de Virgilio.
La obra fue estrenada en la «Académie royale de musique» el 7 de noviembre de 1687, en Bérain. El reparto fue el siguiente: Dumesny (Aquiles), Dun (Agamenón), Beaumavielle (Príamo), Mlle. Moreau (Andrómaca), Mlle. Rochois (Políxena), Mlle. Desmatins (Briseida). La coreografía de los ballets intermedios estuvo a cargo de Lestang y Pecourt.
La realización, gestión y dirección de la obra fue autorizada por Real Cédula del 27 de junio de 1687, en la que posteriormente fueron asociados los herederos de Lully.
La ópera fue muy criticada, al punto de que se escribieron epigramas que describen la música como plana y miserable. Fue representada sólo una vez después de su estreno, el 11 de octubre de 1712, con un nuevo prólogo («La Félicité et Encelade») con el siguiente reparto: Mlle. Poussin (La Felicidad, Venus), Cochereau (Aquiles), Le Myre (Patroclo), La Rozière (Diómedes), Hardouin (Agamenón), Thevenard (Príamo), Mlle. Heusé (Andrómaca), Mlle. Journet (Políxena), Mme. Pestel (Briseida), Mlle. Antier (Juno).

## Personajes
| Personaje | Tesitura     | Reparto del estreno, 7 de noviembre de 1687 |
| --------- | ------------ | ------------------------------------------- |
| Aquiles   | Haute-contre | Louis Gaulard Dumesny                       |
| Agamenón  | Bajo         | Jean Dun                                    |
| Príamo    | Bajo         | François Beaumavielle                       |
| Andrómaca | Soprano      | Fanchon Moreau (o ¿Louison Moreau?)         |
| Políxena  | Soprano      | Marie le Rochois                            |
| Briseida  | Soprano      | Marie-Louise-Antoinette Desmatins           |

## Grabaciones
Hasta la fecha esta obra no ha sido grabada, aunque algunos artistas han grabado varias selecciones parciales.